# Jorge Enrique Lozano Zafra
Jorge Enrique Lozano Zafra (Bogotá, Colombia, 13 de abril de 1938), es un eclesiástico colombiano de la Iglesia católica. Fue designado como obispo de la Diócesis de Ocaña el 28 de junio de 1993 y ordenado el 6 de agosto de 1993. El 15 de mayo de 2014 el papa Francisco acepta su renuncia, la cual lo nombra como obispo emérito de Ocaña.

## Biografía
Monseñor Jorge Enrique Lozano nació en Bogotá el 13 de abril de 1938. Hizo sus estudios de doctorado en Derecho Canónico en la Pontificia Universidad Gregoriana de Roma y Magíster en Teología en la Universidad de Innsbruck de Austria.
Su ministerio episcopal comienza el 5 de agosto de 1993 con su llegada a la ciudad de Ocaña, ordenándose y posesionándose el 6 de agosto.
Cargos realizados durante su ministerio: conjuez del Tribunal Eclesiástico, secretario adjunto del Sínodo, vice-oficial del Tribunal Regional, vicecanciller y secretario del arzobispo, vicerrector del Seminario Mayor de Bucaramanga, vicario de Pastoral, párroco de la catedral Metropolitana de Bucaramanga, tesorero general de la Arquidiócesis, obispo de la Diócesis de Ocaña y actualmente obispo emérito de la Diócesis de Ocaña, entre otros.
En su ministerio episcopal ordenó un gran número de sacerdotes (54), impulsado los estudios especializados de varios sacerdotes en el exterior, creado varias parroquias, tecnificado e impulsado las dos emisoras de la diócesis, creó la Vicaría episcopal del sur del Cesar.
Trajo nuevas congregaciones religiosas femeninas como: las Hijas de Nuestra Señor de la Eucaristía, Hermanas Marianitas, Hermanas de la Esperanza, Santa María de la Providencia; como comunidades masculinas tales como los Combonianos y los Misioneros de San Juan Eudes.